# Чэнь Баошэн
Чэнь Баошэн (кит. трад. 
陳寶生, упр. 陈宝生, пиньинь Chén Bǎoshēng, палл. Чэнь Баошэн; род. май 1956, Ланьчжоу, Китай) — китайский политик и академический администратор.
Ранее министр образования КНР (2016—2021 гг.), партийный руководитель и вице-президент «Китайской национальной школы управления», проректор «Центральной партийной школы КПК».
Чэнь родился в Ланьчжоу, провинция Ганьсу. Является членом Коммунистической партии Китая с 1984 года. Имеет степень Пекинского университета в области политической экономии. Работал в провинции Ганьсу, занимаясь политическими исследованиями и экономическим развитием. Чэнь Баошэн был партийным секретарём округа Цзюцюань до преобразования области в город уровня «Префектуры». В апреле 2002 году он был включен в «Постоянный комитет партии провинции Ганьсу», а затем стал главой провинциального отдела пропаганды. С ноября 2004 года назначен руководителем партии Ланьчжоу. В июне 2008 года переведён в Пекин, где стал вице-президентом «Центральной партийной школы». 20 марта 2013 года стал партийным руководителем и вице-президентом «Китайской национальной школы управления».
2 июля 2016 года назначен министром образования.
В марте 2018 года Баошэн переизбран министром образования, но получив лишь 2908 голосов «ЗА» — самый низкий показатель среди всех членов; 47 голосов «ПРОТИВ» и 14 воздержавшихся — самый высокий показатель среди всех членов.
20 августа 2021 года Чэнь Баошэн, достигший 65-летнего возраста, был снят с должности министра образования. В сентябре того же года он был добавлен в качестве члена Национального комитета НПКСК 13-го созыва и заместителя председателя Комитета НПКСК по образованию, истории и культуре.
Кандидат в члены Центрального комитета Коммунистической партии Китая 17-го созыва, член ЦК КПК 18 и 19-го созывов.